# Lục Lệnh Huyên
Lục Lệnh Huyên (chữ Hán: 陆令萱, ? – 577), nhà chính trị, nữ quan của triều nhà Bắc Tề thời Nam Bắc triều trong lịch sử Trung Quốc.

## Tiền trình
Sử cũ không nhắc đến xuất thân và nguyên quán của Lệnh Huyên, tương truyền bà là cháu gái của quý tộc thời Bắc Ngụy tên Lục Duệ (陆睿), nhưng không khảo được. Tuy nhiên, rất nhiều ý kiến đồng thuận, Lục Lệnh Huyên là hậu duệ của cao môn đại tộc người Tiên Ti gọi là [Bộ Lục Cô thị; 步六孤氏], sau mới giản xưng [Lục thị] như người Hán.
Từ sớm, Lục Lệnh Huyên có chồng là Lạc Siêu, vốn là một hàng tướng của Tây Ngụy. Về sau Lạc Siêu bị giết vì tội mưu phản, khiến Lục Lệnh Huyên cùng con trai là Đề Bà chịu đày vào Dịch đình làm nô tỳ . Thế tử của Trường Quảng vương Cao Trạm là Cao Vĩ còn ẵm ngửa, được giao cho Lệnh Huyên chăm sóc; mọi người gọi bà là [Can a nãi; 乾阿你], tức là nhũ mẫu, người đời Bắc Tề thông xưng hô là [Tỷ tỷ; 姊姊]. Từ đó Lục Lệnh Huyên có căn cơ trong triều đình Bắc Tề, không chỉ vậy mà Lệnh Huyên còn được mẹ của Cao Vĩ là Vương phi Hồ thị gần gũi yêu mến .
Khi Trường Quảng vương Cao Trạm tức Hoàng đế vị, là Bắc Tề Vũ Thành Đế, Cao Vĩ được lập làm Hoàng thái tử, Lục Lệnh Huyên thoáng chốc trở thành nhũ mẫu của Thái tử, địa vị tôn quý. Lục Lệnh Huyên từ ấy dần biểu lộ tính gian xảo, nhiều cơ trí và giỏi biện bác, lắm lối siểm nịnh, ở trong hoàng cung một mình làm oai làm phúc, do đó được Vũ Thành Đế cùng Hồ hoàng hậu tín nhiệm, còn được phong tước ngoại mệnh phụ là Quận quân. Từ thời Hán Vũ Đế phong bà ngoại Tạng Nhi làm Bình Nguyên quận quân, các triều đại chỉ phong chính thê của quan viên Tứ phẩm trở lên làm Quận quân. Lục Lệnh Huyên vốn là nô tỳ, lại có thể được ân sủng mà thăng lên tước vị này, chứng tỏ sự tín nhiệm của Đế-Hậu khi ấy dành cho bà. Lệnh Huyên nắm quyền trong nội cung, nên bọn sủng thần Hòa Sĩ Khai, Cao A Na Quăng đều nhận bà làm mẹ nuôi. 
Năm Hà Thanh thứ 4 (565), Vũ Thành đế truyền ngôi cho Cao Vĩ, tự xưng làm Thái thượng hoàng, Cao Vĩ khi ấy 6 tuổi lên ngôi, tức là Bắc Tề Hậu Chủ. Cải nguyên Thiên Thống. Quận quân Lục Lệnh Huyên tiến dẫn Lạc Đề Bà vào hầu Hoàng đế; nhờ vậy Hậu Chủ và Đề Bà trở nên rất thân thiết .

## Nhận Chiêu nghi làm con
Năm Thiên Thống thứ 5 (569), Thái thượng hoàng băng hà, Hậu Chủ khi ấy 10 tuổi, chính thức lâm chính. Hậu Chủ nắm quyền, quyền lực của Lệnh Huyên càng lúc càng lớn, nắm hết việc giải quyết mọi việc trong hậu cung. Mà quyền lực càng lớn, Lục Lệnh Huyên càng tỏ rõ dã tâm.
Vì quan hệ chính trị, Thái thượng hoàng trước khi băng hà đã chọn con gái Thái úy Hộc Luật Quang là Hộc Luật thị làm Hoàng hậu, nhưng Hậu Chủ lại yêu thích Thị tỳ của Hoàng hậu là Mục Hoàng Hoa, tấn làm Chiêu nghi. Theo đà ấy, Lệnh Huyên nịnh hót Mục Chiêu nghi, khiến bà ta nhận mình làm mẹ nuôi . Mục Chiêu nghi sinh ra hoàng tử Cao Hằng, Lệnh Huyên khuyên Mục Chiêu nghi đem Cao Hằng giao cho Hộc Luật hoàng hậu nuôi nấng, nhờ vậy Cao Hằng có danh nghĩa Đích tử mà được lập làm Thái tử. Bên cạnh đó, Lục Lệnh Huyên cho rằng quốc tính là trọng, hơn nữa ["Mục"] và ["Lục"] khi đọc cũng khá giống nhau, nên tâu xin ban họ Mục cho con trai mình, vì thế Lạc Đề Bà được đổi tên là Mục Đề Bà, về sau trở thành nhân vật chính trị quan trọng của Bắc Tề.
Vào lúc ấy, Hồ Thái hậu không muốn mình so với Lục Lệnh Huyên thua thiệt trong sức ảnh hưởng với Hoàng đế, nên tiến cử người cháu là Hồ thị nhập cung. Hậu Chủ nhìn thấy Hồ thị bèn nhất kiến chung tình, không lâu sau tấn phong làm Chiêu nghi. Từ đấy Hồ Chiêu nghi cùng Mục Chiêu nghi đối chọi nhau trong cung, bên trên còn có Hồ Thái hậu đấu với Lục Lệnh Huyên, nội đình bắt đầu bước vào vòng xoáy tranh giành quyền lực rất gay gắt.

## Vô miện Thái hậu
Năm Vũ Bình thứ 2 (571), Hồ Thái hậu bị giam ở Bắc Cung. Nguyên là từ khi Vũ Thành Đế băng, Hồ Thái hậu có tính dâm, thường cùng nhà sư tư thông. Một dạo, Hồ Thái hậu thường đi đến nhiều chùa chiền và bắt gặp một nhà sư có dung mạo đẹp là Đàm Hiến (曇獻), bèn tư thông với nhau. Sau đó bà đem Đàm Hiến về cung, lại ban cho nhiều đồ quý mà Vũ Thành Đế từng sử dụng lúc còn sống. Tất cả người trong cung đều biết chuyện, duy có Hậu Chủ không rõ. 
Một lần Hậu Chủ đến cung thỉnh an Thái hậu, thấy hai ni cô có dung mạo đẹp, định nạp làm thiếp, sau đó bất ngờ phát hiện ra hai người đó là đàn ông. Sự việc dâm loạn của Thái hậu bị phát giác, bà bị Hậu Chủ giam lỏng ở Bắc Cung, tất cả người tình đều bị giết. Lục Lệnh Huyên lúc này không giấu được dã tâm, xui khiến phe cánh của mình là Hầu thị trung Tổ Đĩnh (祖珽) xin tôn Lục thị làm Hoàng thái hậu. Khi ấy trong triều kiêng quyết phản đối, đại sự không thành, nhưng Lục Lệnh Huyên nhanh chóng có địa vị như một Hoàng thái hậu thực sự. Trong thời gian này, Lục Lệnh Huyên có lẽ được thụ phong làm Nữ thị trung (女侍中).
Năm Vũ Bình thứ 3 (572), Lục Lệnh Huyên ngầm câu kết con trai Mục Đề Bà, tố cáo Thái úy Hộc Luật Quang làm phản, cả nhà Hộc Luật bị giết, Hộc Luật hoàng hậu vô sủng cũng bị phế truất. Sau khi Hộc Luật hoàng hậu bị phế, Hồ Thái hậu muốn lấy Hồ Chiêu nghi thay thế, nhưng nhắm chừng không thể tự thuyết phục Hậu Chủ, bèn nhún mình tặng hậu lễ, nhờ Lục Lệnh Huyên giúp đỡ. Nhận được yêu cầu này, Lục Lệnh Huyên cũng biết Hồ thị đang được sủng hạnh, bất đắc dĩ đề nghị với Hậu Chủ lập Hồ chiêu nghi làm Hoàng hậu. Nhưng Lệnh Huyên vẫn giữ ý định giúp Mục Chiêu nghi, hễ được gặp riêng Hậu Chủ, bà lại nói: “Há có trai làm Hoàng thái tử, còn mẹ là tỳ thiếp!?”. Lục Lệnh Huyên lại sợ Hồ hậu sẽ không chấp nhận Cao Hằng, bèn ra ngoài tìm tả đạo thi hành thuật Yếm cổ; trong vòng tuần trăng, Hồ hậu bị chứng tinh thần hoảng hốt, nói cười vô cớ, khiến Hậu Chủ dần chán ghét bà ta. Một ngày kia, Lệnh Huyên cho Mục Chiêu nghi vận Ngự y của Hoàng hậu, trước đó tạo riêng một căn lều, bên trong có mền chiếu, vật dụng đầy đủ, chẳng món nào không là bảo vật, bảo Chiêu nghi ngồi sẵn trong lều, rồi nói với Hậu Chủ: “Có Thánh nữ ra đời, mời đại gia xem qua”. Đến khi Hậu Chủ trông thấy, cảm thấy Mục Chiêu nghi quá đỗi xinh đẹp, Lệnh Huyên nói: “Người thế này không làm được Hoàng hậu, thì người thế nào mới làm được Hoàng hậu?”. Vì vậy Hậu Chủ lấy Hồ thị làm Tả Hoàng hậu, Mục thị làm Hữu Hoàng hậu.
Như thế vẫn chưa đủ, Lục Lệnh Huyên ở trước mặt Hồ Thái hậu tỏ ra tức giận, nói:“Làm sao cháu gái ruột, lại nói ra lời lẽ như vậy!”. Hồ Thái hậu hỏi Hồ hậu nói gì, Lệnh Huyên đáp: “Không thể nói!”. Hồ Thái hậu gặng hỏi, Lệnh Huyên đáp: “Nghe đại gia nói, Thái hậu làm nhiều việc trái phép, không thể dạy dỗ ai”. Hồ Thái hậu cả giận, trục xuất Hồ hoàng hậu, sau đó Hậu Chủ phế truất Hồ thị, khiến Mục thị trở thành hoàng hậu duy nhất . Mục hoàng hậu nhận Lục Lệnh Huyên làm mẹ, nên bà được nhận hiệu là Thái Cơ (太姬), tức hiệu xưng dành cho mẹ của Hoàng hậu nhà Bắc Tề, hàm Đệ nhất phẩm, ban cho vị ở trên Trưởng công chúa. Mẹ ruột của Mục hoàng hậu là Mục Khinh Tiêu xin gặp, Lệnh Huyên ngăn cản, khiến Khinh Tiêu không bao giờ được gặp lại Hoàng hậu .
Từ năm Vũ Bình thứ 3 trở về sau, thế lực của mẹ con Lệnh Huyên khuynh đảo trong ngoài triều đình, chẳng những bán quan chức, nhận hối lộ, thủ vén không biết chán, mà mỗi lần họ được hoàng đế ban thưởng, thì kho tàng của nhà nước cũng nghiêng ngửa. Mục Đề Bà từng có tội, Lệnh Huyên đứng trước mặt Hậu Chủ mà mắng Đề Bà rằng: “Đứa ở (nô) hãy cắt đứt với con (nhi) của ta” (Nô tức Mục Đề Bà, Nhi tức Hậu Chủ). Ngoài quyền sát – sinh ra, hai mẹ con muốn gì cũng được, tội ác không thể nói hết .
Năm Vũ Bình thứ 7 (576), quân Bắc Chu quy động đại quy mô tiến đánh Bắc Tề, nhắm đến Tấn Dương. Hậu Chủ bèn bỏ chạy về Nghiệp Thành (577), giữa đường Mục Đề Bà bỏ rơi Hoàng đế để đầu hàng kẻ địch. Việc này khiến Lệnh Huyên phải tự sát, già trẻ trong nhà đều bị giết ở chợ, gia sản bị tịch biên .